# Plusz

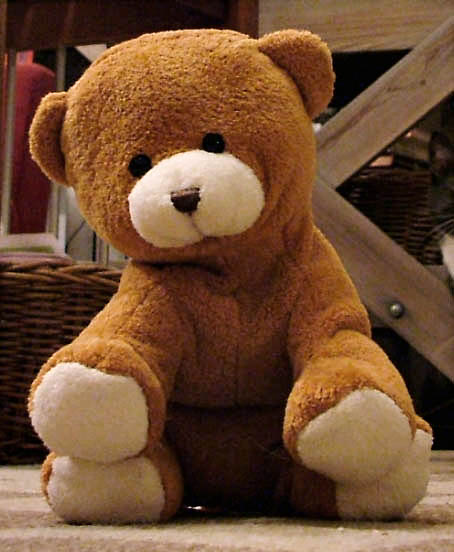
Pluszowy miś

Plusz (z fr. peluche) – rodzaj miękkiej tkaniny z okrywą runową. Inne określenia używane zamiennie to okrywa włosowa lub okrywa włókienna. Jest kilka technik uzyskiwania okrywy włókiennej:
- Okrywa włókienna (runowa) tworzona jest w trakcie procesu tkania, przez przecięcie nitek dodatkowej osnowy runowej lub wątku tworzącego okrywę. W trakcie procesu tkania, w przesmyk, który tworzony jest z osnowy runowej (warstwa górna) i osnowy podstawowej (warstwa dolna), wprowadzane są ułożone płasko tzw. rózgi (rodzaj spłaszczonego pręta, zakończonego nożykiem). Po wprowadzeniu kilku kolejnych wątków tworzących tkaninę, rózgi są obracane o 90° i kolejno wycofywane. Nożyk rózgi rozcina osnowę runową, tworząc okrywę. Stosuje się tu specjalne krosna rózgowe. Tą techniką produkowane są dywany i chodniki, potocznie nazywane strzyżonymi.
- Okrywa tworzona jest przez jednoczesne tworzenie dwóch tkanin, przewiązanych dodatkową osnową runową. Na krośnie pluszowym tworzona jest tkanina podwójna (jedna nad drugą). Osnowa runowa, której nitki są faliście ukształtowane w procesie przygotowania, jest wspólna dla obu tkanin (łączy obie tkaniny). Po utworzeniu każdego elementu tkaniny, w poprzek krosna przebiega specjalny nóż, który rozcina tę osnowę, rozdzielając obie warstwy. Rozcięta osnowa tworzy okrywę włókienną, na górnej tkaninie od dołu, na dolnej – od góry. Po rozcięciu, obydwie tkaniny nawijane są na oddzielne wałki tkaninowe. Tą techniką produkowane są najczęściej tkaniny pluszowe obiciowe (tapicerskie).
- Okrywa tworzona jest przez poddanie drapaniu szczotkami tkaniny wykonanej ze specjalnie przygotowanej przędzy, w celu wytworzenia puszystej włókiennej okrywy. Tą techniką produkowane są welury drapane – flanele, koce.

Wszystkie plusze, niezależnie od techniki wykonania, w celu wyrównania utworzonej okrywy są w procesie wykończenia poddawane strzyżeniu.
Do pluszów należą:
- aksamit – plusz z bardzo krótką okrywą, poniżej 3 mm. Na okrywę włókienną w aksamicie stosuje się również jedwab.
- welur – plusz osnowowy, w którym okrywa runowa tworzona jest z osnowy.
- welwet – plusz wątkowy, w którym okrywa runowa tworzona jest z wątku.
- manchester – plusz wątkowy (welwet) prążkowany podłużnie, o szerokich prążkach, zwany również genua.

Inne tkaniny z okrywą to tkaniny z okrywą pętelkową – frotte.